# Distretto di Jizzax
Il distretto di Jizzax, Djizzak o Djizak (usbeco Jizzax), creato il 29 settembre del 1926, è uno dei 12 distretti della Regione di Jizzax, in Uzbekistan. Il capoluogo è Uchtepa.